# Station Godów
Station Godów is een stationsgebouw aan de voormalige Lijn 159 in de Poolse plaats Godów.